# Максимовское (Ивановская область)
Максимовское — деревня в Родниковском районе Ивановской области. Входит в состав Филисовского сельского поселения.

## География
Находится в центральной части Ивановской области на расстоянии приблизительно 3 км на север по прямой от районного центра города Родники.

## История
В 1872 году здесь (тогда деревня Нерехтского уезда Костромской губернии) было учтено 28 дворов, в 1907 году — 33.

## Население
Постоянное население составляло 126 человек (1872 год), 145 (1897), 186 (1907), 5 в 2002 году (русские 97 %), 7 в 2010.